# Aulacocephalus temminckii
El Aulacocephalus temminckii es un pez marino de la familia Epinephelinae. Habita en aguas del Indo-Pacífico.